# Энни (фильм, 1982)
«Энни» (англ. Annie) — американский семейный мюзикл режиссёра Джона Хьюстона по комиксу «Маленькая сиротка Энни» Харолда Грея и бродвейской постановке «Энни» Томаса Михана. Премьера фильма состоялась 17 мая 1982 года.

## Сюжет
Далёкие[уточнить] 1930-е. Огненно-рыжая сиротка Энни вынуждена жить в ужасном сиротском приюте, которым управляет властная Агата Хэнниган. Однажды её кажущееся безвыходным положение резко меняется, когда она получила возможность провести некоторое время в особняке богатого военного промышленника Оливера Уорбукса. Энни моментально очаровывает всех обитателей имения и даже на первый взгляд толстокожий папаша Уорбукс не может не полюбить такую чудесную девчушку.
Уорбукс решает найти родителей Энни и предлагает вознаграждение, если те найдутся и предъявят доказательства, что не являются мошенниками. Мисс Хэнниган, её злобный брат Рустер и сообщница планируют представиться родителями Энни и забрать вознаграждение. На маленькую сиротку надвигается большая опасность.

## В ролях
- Эйлин Куинн — Энни
- Альберт Финни — папаша Оливер Уорбукс
- Кэрол Бёрнетт — Агата Хэнниган
- Энн Райнкинг — Грейс Фаррелл
- Тим Карри — Рустер Хэнниган
- Бернадетт Питерс — Лили Сент-Реджис
- Джеффри Холдер — Пенджаб
- Роджер Минами — Эсп
- Тони Энн Джисонди — Молли
- Розанна Сорентино — Пеппер
- Лара Бёрк — Тесси
- Эйприл Лерман — Кэти
- Робин Игнико — Даффи
- Люси Стюарт — Джулай
- Эдвард Херрманн — Франклин Делано Рузвельт
- Лоис Де Банзи — Элеонора Рузвельт
- Питер Маршалл — Берт Хили
- Лони Экерман — сестра Бойлан
- Мёрфи Кросс — сестра Бойлан
- Нэнси Синклер — сестра Бойлан
- И. М. Хобсон — Дрейк
- Лу Леонард — миссис Пью
- Мэвис Рэй — миссис Грир
- Памела Блэр — Аннетт
- Коллин Зенк — Селетта
- Виктор Гриффин — Саундерс
- Джером Колламор — Фрик
- Джон Ричардс — Фрэк
- Уэйн Чиленто — фотограф
- Кен Своффорд — Проныра (англ. Weasel)
- Ларри Ханкин — работник приюта (англ. Pound Man)
- Ирвинг Мецман — мистер Бандлс
- Энджела Мартин — миссис МакКрэки
- Кёртис Эппер — Спайк
- Шони Смит — танцовщица
- Лиз Марш — танцовщица
- Даниэлла Миллер — танцовщица
- Лиза Килдрап — танцовщица
- Энджела Ли — танцовщица

## Съёмочная группа
- Режиссёр-постановщик: Джон Хьюстон
- Сценарист: Кэрол Собески
- Продюсер: Рэй Старк
- Оператор: Ричард Мур
- Композитор: Чарльз Страус
- Художники-постановщики: Дейл Хеннеси, Марвин Марч
- Художник по костюмам: Феони В. Олдредж
- Тексты песен: Мартин Чарнин

## Награды и номинации
- 1982 — Stinkers Bad Movie Awards[англ.]: номинация на худший фильм — Рэй Старк[2]
- 1983 — Премия «Оскар»:[3]
  - номинация на лучшую работу художника-постановщика — Дейл Хеннеси и Марвин Марч
  - номинация на лучшую адаптацию партитуры — Ральф Бёрнс
- 1983 — Золотой глобус:[4]
  - номинация на лучшую женскую роль — Кэрол Бёрнетт
  - номинация на лучшую женскую роль — Эйлин Куинн
  - номинация на открытие года — Эйлин Куинн
- 1983 — Номинация на премию BAFTA за лучшую песню к фильму — Чарльз Страус и Мартин Чарнин за песню «Tomorrow»[5]
- 1983 — Золотая малина:[6]
  - худшая женская роль второго плана — Эйлин Куинн
  - номинация на худший фильм — Рэй Старк
  - номинация на худшую режиссуру — Джон Хьюстон
  - номинация на худшую новую звезду — Эйлин Куинн
  - номинация на худший сценарий — Кэрол Собески
- 1983 — Премия «Молодой актёр»:[7]
  - лучшая юная актриса — Эйлин Куинн
  - номинация на лучший семейный фильм
  - номинация на лучшую юную актрису второго плана — Тони Энн Джисонди

## Исполняемые песни (нет в титрах)
- «Tomorrow (Opening Titles)» — Эйлин Куинн
- «Maybe» — Эйлин Куинн
- «It’s The Hard-Knock Life» — Эйлин Куинн, Тони Энн Джисонди, Розанна Сорентино, Лара Бёрк, Эйприл Лерман, Робин Игнико, Люси Стюарт
- «Dumb Dog» — Эйлин Куинн
- «Sandy» — Эйлин Куинн, Тони Энн Джисонди, Розанна Сорентино, Лара Бёрк, Эйприл Лерман, Робин Игнико, Люси Стюарт
- «I Think I’m Gonna Like It Here» — Эйлин Куинн, Энн Райнкинг, Коллин Ценк, Мэвис Рэй, Памела Блэр, И. М. Хобсон, Лу Леонард
- «Little Girls» — Кэрол Бёрнетт
- «Maybe (Reprise)» — Розанна Сорентино, Лара Бёрк, Эйприл Лерман, Робин Игнико, Люси Стюарт
- «Let’s Go To The Movies» — Эйлин Куинн, Энн Райнкинг, Альберт Финни
- «We Got Annie» — Энн Райнкинг, Коллин Ценк, Мэвис Рэй, Памела Блэр, И. М. Хобсон, Лу Леонард, Джеффри Холдер, Роджер Минами
- «Sign» — Кэрол Бёрнетт и Альберт Финни
- «You’re Never Fully Dressed Without A Smile» — Питер Маршалл, Лони Экерман, Мёрфи Кросс, Нэнси Синклер, Энджела Мартин
- «You’re Never Fully Dressed Without A Smile (Dressed Children)» — Тони Энн Джисонди, Розанна Сорентино, Лара Бёрк, Эйприл Лерман, Робин Игнико, Люси Стюарт
- «Tomorrow (White House Version)» — Эйлин Куинн, Альберт Финни, Эдвард Херрманн, Лоис Де Банзи
- «Easy Street» — Кэрол Бёрнетт, Тим Карри, Бернадетт Питерс
- «Maybe (Same Effect On Everyone)» — Эйлин Куинн и Альберт Финни
- «Finale Medley: I Don’t Need Anything But You/We Got Annie/Tomorrow» — Эйлин Куинн, Альберт Финни, Энн Райнкинг, Коллин Ценк, Мэвис Рэй, Памела Блэр, И. М. Хобсон, Лу Леонард, Джеффри Холдер, Роджер Минами, Тони Энн Джисонди, Розанна Сорентино, Лара Бёрк, Эйприл Лерман, Робин Игнико, Люси Стюарт
- «Tomorrow (End Credits)» — Эйлин Куинн